# Distrikt Chilete
Der Distrikt Chilete liegt in der Provinz Contumazá in der Region Cajamarca in Nordwest-Peru. Der Distrikt wurde am 30. Januar 1933 gegründet.

## Geographie
Der Distrikt Chilete liegt in der peruanischen Westkordillere im östlichen Norden der Provinz Contumazá. Der Río Jequetepeque (abschnittsweise auch Río Magdalena oder Río Chilete) fließt entlang der nördlichen Distriktgrenze nach Westen und entwässert dabei das Areal. Dessen linker Nebenfluss Río Contumazá begrenzt den Distrikt im Westen. Der Distrikt Chilete besitzt eine Fläche von 131 km².
Beim Zensus 2017 wurden 2811 Einwohner gezählt. Im Jahr 1993 lag die Einwohnerzahl bei 4187, im Jahr 2007 bei 3158. 
Sitz der Distriktverwaltung ist die 850 m hoch gelegene Kleinstadt Chilete mit 2141 Einwohnern (Stand 2017). Chilete liegt 16,5 km nordnordwestlich der Provinzhauptstadt Contumazá am Südufer des Río Jequetepeque.
Der Distrikt Chilete grenzt im Westen an den Distrikt Tantarica, im Norden an den Distrikt San Bernardino (Provinz San Pablo), im äußersten Nordosten an den Distrikt Magdalena (Provinz Cajamarca), im Osten und im Südosten an den Distrikt Contumazá sowie im Südwesten an den Distrikt Santa Cruz de Toledo.

## Verkehr
Die Nationalstraße 8 von Cajamarca zur Pazifikküste verläuft entlang dem Fluss.
Seit 1874 hatte Chilete Eisenbahnanschluss mit der Bahnstrecke Pacasmayo–La Viña – aber nur für drei Jahre. Ein Hochwasser des Río Jequetepeque zerstörte die Trasse 1877 und es dauerte bis 1907, bis sie wieder hergestellt war. 1968 wurde die Strecke endgültig stillgelegt.